# Carlo Pallavicini
Carlo Pallavicini (of Pallavicino) (Salò, omstreeks 1630 - Dresden, 29 januari 1688) was een Italiaans componist.

## Biografie
Pallavicini is geboren in Salò, Italië. Van 1666 tot 1673, werkte hij bij het hof van Dresden. In 1674 ging hij terug naar Italië en tot 1685 werkte hij aan het "Ospedale degli Incurabili" (een tehuis waar weeskinderen muzikaal werden opgeleid) in Venetië. In 1686 vertrok hij echter weer naar Dresden om zijn werkzaamheden daar voort te zetten. In augustus 1687 kwam hij met de concertmeester Georg Gottfried Backstroh, die hij ontmoet had in Dresden, op verlof terug in Venetië. Hij vroeg om verlenging van zijn verlof omdat zijn vrouw in verwachting was, maar dit verzoek werd afgewezen. Hij stierf uiteindelijk in Dresden. Zijn graf is gelegen bij het klooster van de St. Mariestern. Zijn zoon, de in Dresden geboren Stefano Benedetto Pallavicini, was een bekende librettist.

## Werken
Hij schreef meer dan 20 opera's die allemaal in première zijn gegaan in Venetië en Dresden. Verder schreef hij diverse oratoria en heilige werken.
Zijn opera Antiope bleef onvoltooid. Op verzoek van keurvorst Johan George III van Saksen maakte componist Nicolaus Adam Strungk deze opera in 1689 alsnog af.

## Opera's
- Demetrio ( Dramma per musica, libretto van Giacomo dall'Angelo, 1666, Venetië)
- Aureliano (Dramma per musica con Prologo, libretto van Giacomo dall'Angelo, 1666, Venetië)
- Il tiranno humiliato d'amore, ovvero Il Meraspe (Dramma per musica con Prologo, libretto van Giovanni Faustini, herzien door Nicolò Beregan, 1667, Venetië)
- Diocleziano (Dramma per musica, libretto van Matteo Noris, 1674, Venetië)
- Enea in Italia (Dramma per musica, libretto van Giacomo Francesco Bussani, 1675, Venetië)
- Galieno (Dramma per musica, libretto door Matteo Noris, 1675, Venetië)
- Vespasiano (Dramma per musica, libretto van Giulio Cesare Corradi, 1678, Venice, opera voor de inhuldiging van het Teatro San Giovanni Grisostomo )
- Nerone (Dramma per musica, libretto van Giulio Cesare Corradi, 1679, Venetië)
- Le amazoni nell'isole (Dramma per musica con Prologo, libretto van Francesco Maria Piccioli, 1679, Piazzola sul Brenta, opera voor de opening van het privé-theater van de officier van justitie Conratini)
- Messalina (Dramma per musica, libretto van Francesco Maria Piccioli, 1679, Venetië)
- Bassiano, ovvero Il Maggior impossibile (Dramma per musica, libretto door Matteo Noris, 1682, Venetië)
- Carlo Re d'Italia (Dramma per musica, libretto door Matteo Noris, 1683, Venetië)
- Il re Infante (Dramma per musica, libretto door Matteo Noris, 1683, Venetië)
- Licinio Imperatore (Dramma per musica, libretto door Matteo Noris, 1683, Venetië)
- Massimo Puppieno (Dramma per musica, libretto van Aurelio Aureli, 1685, Venetië)
- Penelope la Casta (Dramma per musica, libretto door Matteo Noris, 1685, Venetië)
- Amore (Dramma per musica, libretto door Matteo Noris, 1686, Venetië)
- Didone delirante (Dramma per musica, libretto van Antonio Franceschi, 1686, Venetië)
- L'Amazone Corsara, ovvero L ' Avilda regina de Goti (Dramma per musica, libretto van Giulio Cesare Corradi, 1686, Venetië)